# Sarcopoterium spinosum
Sarcopoterium spinosum és una espècie de planta de la família de les Rosàcies. Habita en zones seques i obertes al Mediterrani central i oriental des de Sardenya i al sud d'Itàlia cap a l'est.
És un arbust molt intricat, de 30 a 60 cm d'alçada, llanós. Branques laterals sense fulles, acabades en una doble espina de 5 a 10 mm de longitud. Fulles alternes, fines, més amples a l'àpex, imparipinnades i amb de 9 a 15 parells de folíols. Folíols de 4-6 mm de longitud, per dalt més o menys tridentats, amb la vora del limbe foliar enrotllat cap avall, cara superior glabra i cara inferior una mica llanosa. Flors molt petites, diclines en espigues curtes. Periant dividit en 4 parts, caliciforme, verd. 10-30 estams. Ovaris amb 2 estigmes plumosos. Fruits vermells de tipus baia.